# Hans Roericht

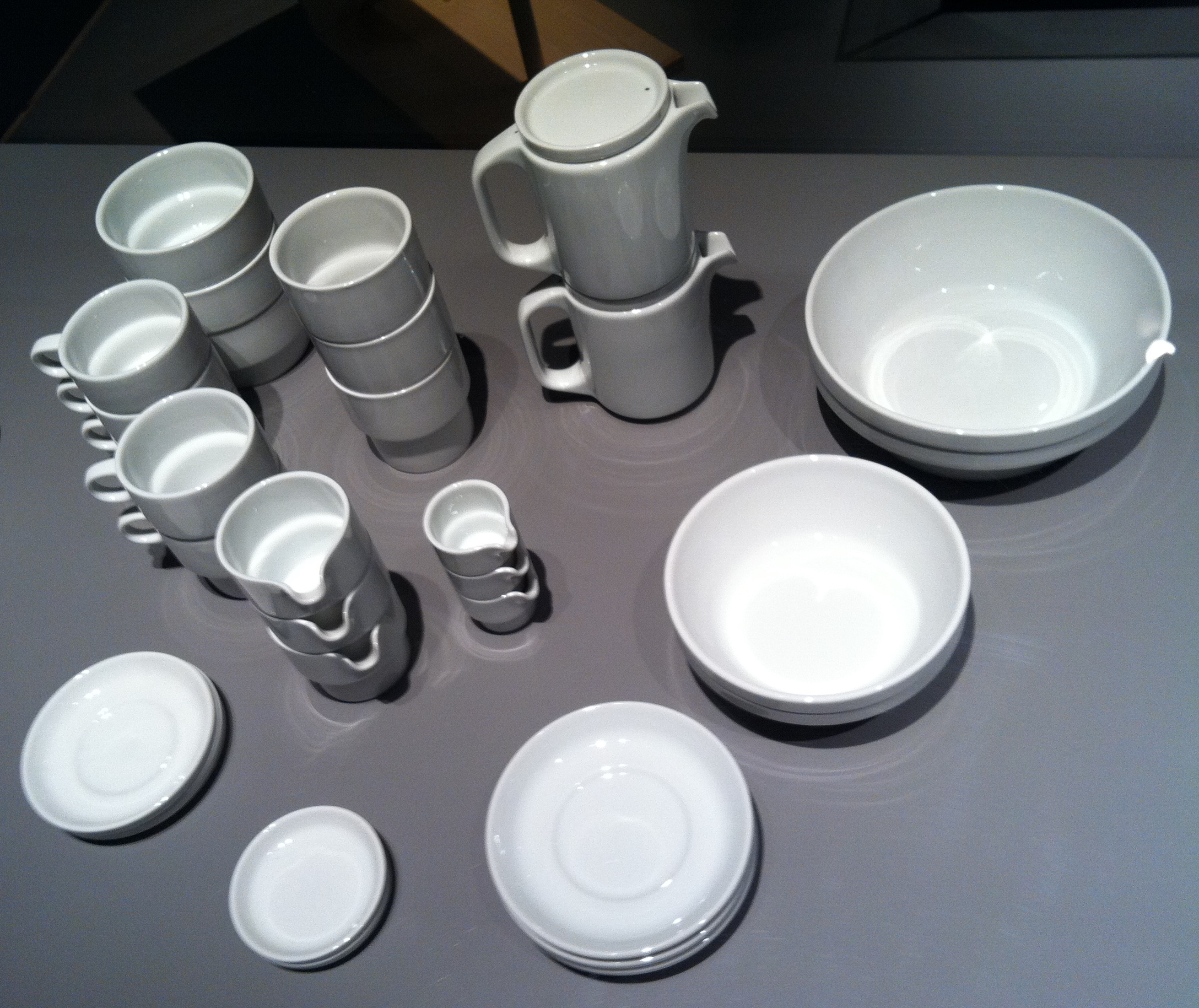
Das berühmte TC100 Stapelgeschirr von Hans (Nick) Roericht.

Hans Albrecht 'Nick' Roericht (* 15. November 1932 in Schönkirch) ist ein deutscher Designer. Von 1973 bis 2002 war er Professor an der Hochschule der Künste Berlin, Industriedesign IV, und nahm nachhaltig Einfluss auf mehrere Generationen von Designern. Viele seiner ehemaligen Studenten lehren heute selbst, 18 von ihnen als Professoren im In- und Ausland.

## Leben
Sein Studium absolvierte Roericht von 1955 bis 1959 an der Hochschule für Gestaltung Ulm, wo er im dritten Studienjahr bereits erstmals systematisch-dokumentarisch zu arbeiten begann. Als Abschlussarbeit entwarf er das Systemgeschirr TC 100. Ab 1960 wissenschaftlicher Mitarbeiter an der HfG Ulm erst bei Georg Leowald, ab 1961 bei Otl Aicher. 1966 bis 1967 Lehrbeauftragter in den USA an der Ohio State University. Ab 1968 war Roericht, unter der Generalplanung von Otl Aicher, mit der Außenausstattung des Geländes der Olympischen Spiele 1972 in München beauftragt. Dazu gehörten die Sitze im Stadion als auch die Arbeits- und Wohnmöbel in den Unterkünften, Aufenthalts- und Verwaltungsräumen des Olympischen Dorfs, die nach einem variablen Baukastensystem gestaltet wurden.
Roericht setzte in diesem ersten großen Praxisprojekt um, was fortan seine Lehre bestimmte: Im Mensch-Gegenstand-Geflecht eine bessere Lebensqualität zu erreichen und dabei sich verändernde Produktions-, Lebens- und Arbeitsbedingungen nicht nur zu involvieren, sondern sich nutzbar zu machen. Dabei hat er seine Methoden immer wieder überprüft, hinterbracht und verändert, nicht nur um die Lehre den gesellschaftlichen Bedingungen anzupassen, sondern den Studenten ein Handwerkzeug zu vermitteln, mit dem sie diesen Wandel selbst initiieren können.

## Lehre an der Hochschule der Künste Berlin von 1973 bis 2002
Im Jahr 1973 übernahm Nick Roericht die Professur für Industriedesign IV an der Hochschule für Künste in Berlin. Die Politisierung der Studenten beeinflusste den Lehrbetrieb zu diesem Zeitpunkt sehr stark. Die dialektisch-materialistischen Theorien, dass alles, was man tut, mit einer gesellschaftlichen und sozialen Relevanz verknüpft ist, vertrugen sich gut mit seinem Ulmer funktionstheoretischen Ansatz. Viele Projekt-Themen beschäftigten sich mit der Entlastung in der Arbeitswelt, Arbeitsablaufgestaltung und -verbesserung.
Ab 1980 rückte die Sozialthematik in den Hintergrund. Die individuellen Ansprüche an ein Produkt gewannen an Bedeutung. Gisela Kasten, Psychologin und Lehrbeauftragte von 1973 bis 2002, beschreibt diesen Umbruch wie folgt: „Die Konsum- und Gegenstandswelt hatte sich weiter entwickelt. Die Dinge sollten jetzt nicht mehr nur möglichst haltbar, sinnvoll, nützlich und ästhetisch sein, sondern auch sehr individuell und sehr persönlich. Konsumgegenstände nahmen jetzt plötzlich am gesellschaftlichen Leben teil. Dieses Mitspielen wurde in den 1980er Jahren offensiv in den Mittelpunkt gestellt. Dadurch wurde natürlich auch die Ausdrucksfähigkeit der Dinge und deren ganzer symbolische Impact erzählt. Um Serienfähigkeit ging es überhaupt nicht. Deshalb wurde jeder studentische Entwurf sofort ausgestellt. Und die Frage, ob das nun jemand herstellen will, oder ob das nun gleich 100 Leute haben wollen, kam erst viel, viel später“. Parallel Aufbruch zum „Neuen Berliner Design“, das durch das Semesterprojekt „KDO (Kaufhaus des Ostens)“, betreut von Andreas Brandolini, Joachim Stanitzek und Jasper Morrison, in der Öffentlichkeit große Resonanz findet. Design genoss in dieser Zeit einen hohen Stellenwert. In Mailand gründete sich zum Beispiel, angeführt von Ettore Sottsass, die italienische Möbel-Design-Gruppe Memphis-Design, die bis 1988 bestand.
Mit der Entwicklung der achtziger Jahre realisierte Roericht einschneidende Veränderungen im Berufsbild des Designers. Entwerfen fand jetzt erstmals ohne den industriellen Auftraggeber statt. Für die Lehre bedeutet das eine Entwicklung vom Objekt- zum Subjektstudium, vom Gegenstand zu den Benutzern. Die Periode des Vor-Ort-Entwerfens und des partizipatorischen Entwerfens begann, die statuierte, dass es gar nicht anders geht, als die späteren Nutzer in eine Produktentwicklung zu involvieren.
Roericht formulierte für die Designer-Ausbildung die „3-Satz Konzeption-Simulation-Strategie“, die behauptet, dass Wandel als bewusster Vorgang möglich und nötig ist und Zukunftswerkzeuge an die Hand geben soll. Konzeption steht für einen Prozess des Zusammentuns und der Musterbildung, Simulation für abstrahiert-flinken Vollzug, Strategie steht für die Mittel und Wege der Verwirklichung und Durchsetzung unter Einbeziehung der Wechselwirkung mit Personen/Strukturen/Verhältnissen bei der Verwirklichung. Durch den Einzug neuer Informationstechnologien gewann das Festhalten von Arbeitsergebnissen als auch das Dokumentieren zunehmend an Bedeutung.
Im Wintersemester 88/89 führte das ID4 für Dritt- und Viert-Semesterstudenten einen Modellversuch „Integratives Studium“ ein, um alle für die Designausbildung relevanten Fachgebiete in 14 Übungen und Kurzzeitprojekten zu behandeln. Wissen und Machen sollte fortan simultan vermittelt werden. Ziel der Übungsreihe war ein paralleles Gestaltungs-, Organisations- und Strategietraining. Experten aus der Praxis wurden als Lehrbeauftragte und für kurze intensive Übungen eingeladen, um den Studierenden die unterschiedlichen Berufs- und Überlebensstrategien an realen Beispielen erfahrbar zu machen. In den neunziger Jahren setzte sich weiter die Erkenntnis durch, dass ein neues Entwerferhandeln durchaus aus sich verändernden ökonomischen Bedingungen erwachsen kann. In Projekte wurden „Was-wäre-wenn-Techniken“ und veränderte Produktions- und Nutzungsformen erdacht und durchgespielt. Roericht entwickelte seine Lehrmethoden in Richtung eines autarken Designers, der Entwerfer, Realisierer und Vertreiber zugleich ist.
Die letzte Phase seiner Lehre führte die Studenten dann endgültig weg von den klassischen Vorstellungen des Industrie-Designs oder einer Zuarbeit für die Industrie (sog. Modellstudiengang Teil 2, Flying Students/Transiteure). In ihrer neuen Rolle sollen Designer mit den Mitteln, den Instrumenten, den Strategien des Entwerfens ganz andere Problem- und Arbeitsfelder beschreiten. Roericht beschreibt Design jetzt als Methode, um in der neu entstehenden Informationsgesellschaft den Übergang aus der physischen in die zunehmend immateriellere Welt zu gestalten, und zwar nicht nur als Konsequenz materieller Endlichkeit, sondern auch zur Entwicklung neuer Lebensmodelle. „Ihre Attraktivität als allgemeine Problemlöser und -darsteller, ihre gut trainierten Kopf- und Handverbindungen, ihre umfassende Neugier, ihr Pragmatismus machen die Designer nicht nur zu guten Überlebenstypen, guten Vor-Vollziehern, sondern auch zu guten Evolutions-Pionieren, Visions-Engineering, so nennen wir es.“
In dieser Phase wurden die Fachleute nicht mehr in den Lehrbetrieb geholt, sondern die Studenten als sogenannte Flyings students und Transiteure in Designbüros (e27 und Vogt und Weizenegger) geschickt, um dort früh praxis-orientierte Verantwortung für Projektakquisition und -organisation zu übernehmen.

## Produktentwicklung Roericht
Seit 1967 existierte in Ulm das Büro Produktentwicklung Roericht, das sowohl klassische Designaufgaben wie später vor allem Machbarkeitsstudien übernahm. Auftraggeber waren Lufthansa (Bordgeschirr im Jahr 1971), Loewe, NCR, Rodenstock. Intensive Zusammenarbeit mit Wilkhahn, für die mehrere Stuhlprogramme (Konferenzsessel „190“, Wartesitze „840“, Stehsitz „Stitz“) und eine Serie von Studien entstanden, die sich mit Themen wie „Neue Konferierkonzepte“ oder „Zukunft des Sitzens“ beschäftigten. Das Großküchengeschirr TC 100, das Roericht als Diplomarbeit 1959 in Ulm entwarf, wurde bis 2008 bei Rosenthal produziert. Nach Rückkauf der Rechte wurde das Geschirr in Kooperation mit Verbeelen im Jahr 2010 neu aufgelegt.